# Großsteingrab Feldhusen
Das Großsteingrab Feldhusen ist eine megalithische Grabanlage der jungsteinzeitlichen Trichterbecherkultur bei Feldhusen, einem Ortsteil von Dassow im Landkreis Nordwestmecklenburg (Mecklenburg-Vorpommern).

## Lage
Das Grab befindet sich etwa 200 m östlich des nördlichen Ortsausgangs von Feldhusen auf einem Feld.

## Beschreibung
Das Grab besitzt mehrere tief in der Erde steckende Wandsteine und zwei Decksteine. Der südliche Deckstein ruht in situ und weist mehrere Schälchen auf; der nördliche ist teilweise in die Kammer gesunken. Die Grabkammer wurde von Ewald Schuldt und Hans-Jürgen Beier als Urdolmen klassifiziert, da aber zwei Decksteine vorhanden sind, kann es sich auch um einen erweiterten Dolmen handeln.